# ليونيل كولمان
ليونيل كولمان هو دراج كندي، ولد في 29 مارس 1918 في هاميلتون في كندا، وتوفي بنفس المكان في 25 سبتمبر 1941.

## وصلات خارجية
- ليونيل كولمان على موقع إحصائيات الدراجات الإحترافية (الإنجليزية)
- ليونيل كولمان على موقع أوليمبيديا (الإنجليزية)